# 81 Ceti
81 Ceti – gwiazda w gwiazdozbiorze Wieloryba. Jest to olbrzym, słabo widoczny gołym okiem na niebie. Znajduje się około 302 lata świetlne od Ziemi. Okrąża go planeta pozasłoneczna o oznaczeniu 81 Ceti b.

## Charakterystyka
81 Ceti jest żółtym olbrzymem, reprezentuje typ widmowy G. Ma jasność 60 razy większą niż jasność Słońca i od 10 do 13 razy większą średnicę. Wokół gwiazdy krąży planeta, gazowy olbrzym 81 Ceti b, o masie minimalnej 5 razy większej niż Jowisz.